# مناسبت‌های تقویم در ایران
مناسبت‌های تقویم در ایران به مناسبت‌هایی گفته می‌شود که در تقویم رسمی ایران ثبت شده است. بر اساس قوانین نظام جمهوری اسلامی ایران، ثبت مناسبت‌ها در تقویم رسمی این کشور بر عهدهٔ شورای عالی انقلاب فرهنگی است. با این وجود این شورا این وظیفه را طی مصوبهٔ جلسه ۱۹۵ مورخ ۱ آذر ۱۳۷۱ به شورای فرهنگ عمومی محول کرده است. شورای فرهنگ عمومی در جلسات ۱۱ و ۱۳هم خود به تاریخ ۳ تیر ۱۳۷۷ و ۲۸ مرداد ۱۳۷۷ ۹ گونه مناسبت را برای درج در تقویم رسمی سال ۱۳۷۸ تصویب کرد که در جلسهٔ ۴۳۰ به تاریخ ۵ آبان ۱۳۷۷ شورای عالی‌انقلاب فرهنگی به تصویب نهایی رسید. این ۹ گونه مناسبت عبارت‌اند از:
1. مناسبت‌های فرهنگی و ملی.
2. درگذشت افرادی که در ادبیات رسمی حکومت «شهید» نامیده می‌شوند
3. زادروز شخصیت‌های مقدس تشیع، دوازده امام و چهارده معصوم
4. درگذشت شخصیت‌های مقدس تشیع، دوازده امام و چهارده معصوم
5. حوادث جنگ ایران و عراق
6. مناسبت‌های مذهبی
7. تشکیل نهادها
8. روزهای جهانی
9. مناسبت‌های انقلاب بهمن ۱۳۵۷[۱]

علاوه بر مناسبت‌هایی که توسط نهادهای نظام جمهوری اسلامی ایران رسمیت‌بخشی و در تقویم ثبت شده‌اند، برخی مناسبت‌های دیگر نیز برای گروه‌ها و بخش‌های مختلف جامعه اهمیت دارند که به صورت غیررسمی مورد بزرگداشت یا یادآوری قرار می‌گیرند و در تقویم‌های غیررسمی درج می‌شوند.

## مناسبت‌های فروردین
- ۱ فروردین جشن نوروز و جشن سال نو
- ۲ فروردین عید نوروز
- ۲ فروردین روز جهانی آب [22 March]
- ۳ فروردین عید نوروز
- ۴ فروردین عید نوروز
- ۶ فروردین روز امید، روز شادباش نویسی
- ۶ فروردین زادروز زرتشت
- ۷ فروردین روز جهانی تئاتر [27 March]
- ۱۰ فروردین جشن آبانگاه
- ۱۲ فروردین روز جمهوری اسلامی
- ۱۳ فروردین جشن سیزده به در، روز طبیعت
- ۱۵ فروردین روز ذخایر ژنتیکی و زیستی
- ۱۷ فروردین سروش روز، جشن سروشگان
- ۱۸ فروردین روز جهانی بهداشت [7 April]
- ۱۹ فروردین فروردین روز، جشن فروردینگان
- ۲۰ فروردین روز ملی فناوری هسته‌ای
- ۲۳ فروردین روز دندان پزشک
- ۲۵ فروردین روز بزرگداشت عطار نیشابوری - روز ملی منابع انسانی
- ۲۹ فروردین روز ارتش جمهوری اسلامی ایران
- ۳۰ فروردین روز علوم آزمایشگاهی، زادروز حکیم سید اسماعیل جرجانی

## مناسبت‌های اردیبهشت
- ۱ اردیبهشت روز بزرگداشت سعدی
- ۲ اردیبهشت جشن گیاه آوری، روز زمین [22 April]
- ۳ اردیبهشت روز بزرگداشت شیخ بهایی، روز ملی کار آفرینی، روز معمار
- ۷ اردیبهشت روز ایمنی حمل و نقل
- ۹ اردیبهشت روز شوراها
- ۹ اردیبهشت روز جهانی روان‌شناس و مشاور [April29]
- ۱۰ اردیبهشت جشن چهلم نوروز؛ روز ملی خلیج فارس
- ۱۱ اردیبهشت روزجهانی کارگر [1 May]
- ۱۲ اردیبهشت کشته شدن مرتضی مطهری، روز معلم
- ۱۵ اردیبهشت جشن میانه بهار، جشن بهاربد، روز شیراز
- ۱۵ اردیبهشت روز جهانی ماما [5 May]
- ۱۸ اردیبهشت روز جهانی صلیب سرخ و هلال احمر [8 May]، روز بیماری‌های خاص و صعب العلاج
- ۱۹ اردیبهشت روز اسناد ملی و میراث مکتوب، روز بزرگداشت شیخ کلینی
- ۲۵ اردیبهشت روز بزرگداشت فردوسی
- ۲۷ اردیبهشت روز ارتباطات و روابط عمومی
- ۲۸ اردیبهشت روز بزرگداشت حکیم عمر خیام
- ۲۸ اردیبهشت روز جهانی موزه و میراث فرهنگی [18 May]
- ۳۰ اردیبهشت روز ملی جمعیت
- ۳۱ اردیبهشت روز اهدای عضو، اهدای زندگی

## مناسبت‌های خرداد
- ۱ خرداد روز بهره‌وری و بهینه‌سازی مصرف
- ۱ خرداد روز بزرگداشت ملاصدرا
- ۳ خرداد فتح خرمشهر در عملیات بیت‌المقدس و روز مقاومت، ایثار و پیروزی
- ۴ خرداد روز دزفول، روز مقاومت و پایداری
- ۶ خرداد روز شهادت امام جواد علیه السلام، جشن خردادگان
- ۸ خرداد روز مشاوران املاک، روز فرهنگ پهلوانی و ورزش زورخانه ای
- ۱۰ خرداد روز جهانی بدون دخانیات
- ۱۳ خرداد شهادت امام محمد باقر علیه السلام
- ۱۴ خرداد رحلت امام خمینی
- ۱۵ خرداد روز عرفه
- ۱۵ خرداد قیام ۱۵ خرداد
- ۱۵ خرداد روز جهانی محیط زیست [5 June]
- ۲۰ خرداد روز جهانی صنایع دستی [10 June]
- ۲۱ خرداد میلاد امام هادی علیه السلام
- ۲۲ خرداد روز جهانی مبارزه با کار کودکان [12 June]، روز دختران
- ۲۴ خرداد روز جهانی اهدای خون [14 June]
- ۲۵ خرداد روز ملی گل و گیاه
- ۲۷ خرداد روز جهاد کشاورزی
- ۲۷ خرداد روز جهانی بیابان زدایی [18 June]
- ۲۹ خرداد روز درگذشت علی شریعتی

## مناسبت‌های تیر
- ۱ تیر جشن آب پاشونک، جشن آغاز تابستان
- ۱ تیر روز اصناف
- ۵ تیر روز جهانی مبارزه با مواد مخدر [26 June]
- ۷ تیر انفجار دفتر حزب جمهوری اسلامی و کشته شدن بهشتی و ۷۲ نفر از اعضای حزب؛ روز قوه قضاییه
- ۸ تیر روز مبارزه با سلاح‌های شیمیایی و میکروبی
- ۱۰ تیر روز صنعت و معدن
- ۱۳ تیر تیر روز، جشن تیرگان
- ۱۴ تیر روز قلم
- ۱۵ تیر جشن خام خواری
- ۱۶ تیر روز جهانی تعاون
- ۲۲ تیر بزرگداشت خوارزمی
- ۲۵ تیر روز بهزیستی و تأمین اجتماعی
- ۲۷ تیر اعلام پذیرش قطعنامه ۵۹۸ شورای امنیت از سوی ایران

## مناسبت‌های مرداد
- ۶ مرداد روز ترویج آموزش‌های فنی و حرفه ای
- ۷ مرداد مرداد روز، جشن مردادگان
- ۸ مرداد روز بزرگداشت شیخ شهاب الدین سهروردی
- ۱۰ مرداد جشن چله تابستان
- ۱۰ مرداد آغاز هفته جهانی شیردهی [1 August]
- ۱۴ مرداد صدور فرمان مشروطیت
- ۱۷ مرداد روز خبرنگار
- ۲۲ مرداد روز جهانی چپ دست‌ها [13 August]
- ۲۶ مرداد سالروز ورود اسیران جنگ به ایران
- ۲۸ مرداد سالروز کودتای ۲۸ مرداد
- ۲۸ مرداد سالروز فاجعه آتش زدن سینما رکس آبادان
- ۲۸ مرداد روز جهانی عکاسی [۱۹ August]

## مناسبت‌های شهریور
- ۱ شهریور روز بزرگداشت ابوعلی سینا و روز پزشک
- ۲ شهریور آغاز هفته دولت
- ۴ شهریور زادروز داراب
- ۴ شهریور شهریور روز، جشن شهریورگان
- ۴ شهریور روز کارمند
- ۵ شهریور روز بزرگداشت محمد بن زکریای رازی و روز داروساز
- ۸ شهریور انفجار در دفتر نخست‌وزیری جمهوری اسلامی ایران، روز مبارزه با تروریسم
- ۱۱ شهریور روز صنعت چاپ
- ۱۳ شهریور روز بزرگداشت ابوریحان بیرونی
- ۱۳ شهریور روز تعاون
- ۱۷ شهریور واقعه ۱۷ شهریور
- ۱۹ شهریور درگذشت سید محمود طالقانی
- ۱۹ شهریور روز جهانی پیشگیری از خودکشی [10 September]
- ۲۰ شهریور حمله به برج‌های دوقلوی مرکز تجارت جهانی [11 September]
- ۲۱ شهریور روز سینما
- ۲۲ شهریور روز گرامیداشت برنامه نویسان [13 September]
- ۲۷ شهریور روز شعر و ادب پارسی و روز بزرگداشت شهریار
- ۳۰ شهریور روز گفتگوی تمدنها
- ۳۰ شهریور روز جهانی صلح [21 September]
- ۳۱ شهریور آغاز هفته دفاع مقدس

## مناسبت‌های مهر
- ۱ مهر آغاز حمله مغول به ایران در پاییز ۵۹۸ خورشیدی
- ۶ مهر روز جهانی جهانگردی [27 September]
- ۷ مهر روز آتش‌نشانی و ایمنی
- ۷ مهر سقوط هواپیمای حامل جمعی از فرماندهان جنگ (کلاهدوز، نامجو، فلاحی، فکوری، جهان آرا) در سال ۱۳۶۰
- ۸ مهر روز بزرگ‌داشت مولوی
- ۸ مهر روز جهانی ناشنوایان [30 September]
- ۸ مهر روز جهانی ترجمه و مترجم [30 September]
- ۹ مهر روز جهانی سالمندان [1 October]
- ۱۳ مهر روز نیروی انتظامی
- ۱۳ مهر روز جهانی معلم [5 October]
- ۱۴ مهر روز دامپزشکی
- ۱۶ مهر مهر روز، جشن مهرگان
- ۱۶ مهر روز ملی کودک
- ۱۷ مهر روز جهانی پست [9 October]
- ۱۸ مهر روز جهانی مبارزه با حکم اعدام [10 October]
- ۱۹ مهر روز جهانی دختر [11 October]
- ۲۰ مهر روز بزرگداشت حافظ
- ۲۱ مهر جشن پیروزی کاوه و فریدون
- ۲۲ مهر روز جهانی استاندارد [14 October]
- ۲۳ مهر روز جهانی عصای سفید [15 October]
- ۲۴ مهر روز جهانی غذا [16 October]
- ۲۵ مهر روز جهانی ریشه کنی فقر [17 October]
- ۲۶ مهر روز تربیت بدنی و ورزش

## مناسبت‌های آبان
- ۱ آبان روز آمار و برنامه‌ریزی
- ۷ آبان سالروز ورود کوروش بزرگ به بابل در سال ۵۳۹ پیش از میلاد
- ۸ آبان روز نوجوان
- ۱۰ آبان آبان روز، جشن آبانگان
- ۱۳ آبان روز دانش آموز
- ۱۴ آبان روز فرهنگ عمومی
- ۱۵ آبان جشن میانه پاییز
- ۱۸ آبان روز ملی کیفیت
- ۲۳ آبان روز جهانی دیابت [14 November]
- ۲۴ آبان روز کتاب و کتابخوانی
- ۲۴ آبان روز جهانی فلسفه [15 November]
- ۲۹ آبان روز جهانی کودک [ 20 November

## مناسبت‌های  آذر
- ۱ آذر روز اصفهان
- ۱ آذر آذر جشن
- ۴ آذر روز جهانی مبارزه با خشونت علیه زنان [25 November]
- ۵ آذر روز بسیج مستضعفان
- ۷ آذر روز نیروی دریایی
- ۹ آذر جشن آذرگان، آذر روز
- ۱۰ آذر روز مجلس
- ۱۰ آذر روز جهانی ایدز [1 December]
- ۱۲ آذر روز جهانی معلولان [3 December]
- ۱۳ آذر روز بیمه
- ۱۵ آذر روز حسابدار
- ۱۶ آذر روز دانشجو
- ۲۵ آذر روز پژوهش
- ۲۶ آذر روز حمل و نقل
- ۳۰ آذر جشن شب یلدا

## مناسبت‌های دی
- ۱ دی روز میلاد خورشید؛ جشن خرم روز، نخستین جشن دیگان
- ۳ دی روز ثبت احوال
- ۴ دی جشن کریسمس [25 December]
- ۵ دی سالروز زمین لرزهٔ بم در سال ۱۳۸۲
- ۵ دی سالروز درگذشت زرتشت
- ۸ دی دی به آذر روز، دومین جشن دیگان
- ۱۱ دی جشن آغاز سال نو میلادی [1 January]
- ۱۴ دی روز مادر و زن
- ۱۵ دی دی به مهر روز، سومین جشن دیگان
- ۲۰ دی سالروز قتل امیرکبیر به دستور ناصرالدین شاه قاجار
- ۲۱ دی درگذشت کارل دیوید آندرسون فیزیکدان آمریکایی، برندهٔ جایزه فیزیک نوبل سال ۱۹۳۶ [11 January]
- ۲۳ دی دی به دین روز، چهارمین جشن دیگان
- ۲۹ دی روز ملی هوای پاک

## مناسبت‌های بهمن
- ۱ بهمن زادروز فردوسی
- ۲ بهمن بهمن روز، جشن بهمنگان
- ۵ بهمن جشن نوسره و روز پدر و مرد
- ۱۰ بهمن جشن سده
- ۱۲ بهمن بازگشت خمینی به ایران
- ۱۵ بهمن جشن میانه زمستان
- ۱۹ بهمن روز نیروی هوایی
- ۱۹ بهمن عید مبعث
- ۲۲ بهمن پیروزی انقلاب اسلامی
- ۲۲ بهمن حمله به سفارت روسیه و قتل گریبایدوف سفیر روسیه تزاری در ایران [11 February]
- ۲۳ بهمن زادروز چارلز داروین بنیانگذار نظریهٔ فرگشت از طریق انتخاب طبیعی [12 February]
- ۲۵ بهمن روز ولنتاین [14 February]
- ۲۹ بهمن جشن سپندارمذگان و روز عشق 29بهمن برابربا18فوریه سالگرددرگذشت میکلآنژپیکرتراش روزجهانی مجسمه"مجسمه سازی

## مناسبت‌های اسفند
- ۲ اسفند روز جهانی زبان مادری [21 February]
- ۵ اسفند روز بزرگداشت زمین و بانوان
- ۵ اسفند روز بزرگداشت خواجه نصیر الدین طوسی و روز مهندس
- ۷ اسفند سالروز استقلال کانون وکلای دادگستری و روز وکیل مدافع
- ۷ اسفند سالروز درگذشت علی اکبر دهخدا
- ۱۵ اسفند روز درختکاری
- ۱۸ اسفند روزجهانی زنان [8 March]
- ۲۵ اسفند پایان سرایش شاهنامه
- چهارشنبه سوری (آخرین چهارشنبهٔ سال خورشیدی)
- ۲۹ اسفند روز ملی شدن صنعت نفت ایران[۳]